# Москалюк Олександр Васильович
Олекса́ндр Васи́льович Москалю́к (1963—2014) — старший лейтенант, Міністерство внутрішніх справ України, Вінницький полк Західного ОТО НГУ.

## Життєпис
Народився 1963 року в селі Заболотне (Крижопільський район, Вінницька область). Навчався в селі Печері Тульчинського району; з дитинства захоплювався спортом. Після школи вступив до Одеського технікуму харчової промисловості, закінчив його з відзнакою 1982 року. Працював кухарем у Чорноморському пароплавстві. З листопада 1982 року проходив строкову військову службу у Збройних Силах СРСР. Був у складі обмеженого контингенту в Анголі. Діючи у складі підрозділу морської піхоти ВМФ СРСР, зазнав двох поранень та три контузії. Після звільнення в запас 1985 року вступив на факультет фізичного виховання та початкової військової підготовки Вінницького педагогічного інституту. Здобув звання майстра спорту з лижних гонок і кандидата в майстри спорту з боротьби. 1988-го одружився — дружина Ірина Іванівна закінчила історичний факультет того ж інституту, працювала вчителем історії та правознавства у Вернигородоцькій середній загальноосвітній школі.
Працював вчителем у Зозулинецькій середній школі, по тому обрав кар'єру правоохоронця. З 1993 року проходив службу в органах міліції, працював у Ленінському райвідділі внутрішніх справ міста Вінниці. 1997 року закінчив Одеський інститут внутрішніх справ — за спеціальністю «Правоохоронна діяльність» (заочно), 2002 року закінчив Київську національну академію України, здобув повну вищу освіту за спеціальністю «Правознавство» та кваліфікацію юриста. Працював оперуповноваженим карного розшуку, в 1997—1999 роках — начальник карного розшуку Козятинського райвідділу міліції. Після виходу на пенсію здійснював адвокатську практику.
В часі війни — заступник командира роти з виховної роботи, Вінницький полк Західного ОТО. Отримав повістку з військового комісаріату, і вирішив іти, попри те, що мав бронхіальну астму. Односельці зібрали для нього значну суму коштів, було придбано обмундирування та бронежилет.
Загинув 14 жовтня 2014-го під мінометним обстрілом в часі прориву колони підкріплення до оточеного російськими бойовиками блок-посту № 32 (біля села Сміле Слов'яносербського району). Тоді ж поліг Євген Лабун. До 27 жовтня 2014 року вважався зниклим, його дружині телефонували невідомі, які російською мовою з кавказьким акцентом пропонували викупити тіло чоловіка за 20 тисяч доларів.
31 жовтня 2014 року похований в селі Вернигородок. В останню путь проводжали усією сільською громадою, під Державний гімн України та трикратний салют.
Без Олександра лишились дружина, син та донька. Син Богдан закінчив Вінницький національний політехнічний університет, донька Софія — Державний економіко-технологічний університет транспорту.

## Нагороди і вшанування
За особисту мужність і героїзм, виявлені у захисті державного суверенітету та територіальної цілісності України, вірність військовій присязі під час російсько-української війни
- нагороджений орденом «За мужність» III ступеня (26.2.2015, посмертно)
- церковною медаллю «За жертовність і любов до України» (жовтень 2015)
- 4 березня 2016 року у Вернигородоцькій ЗОШ встановлено меморіальні дошки Олександру Москалюку та Віктору Крючкову.
- 12 травня 2017 на території військової частини 3008 Національної гвардії України, що дислокується у місті Вінниця, урочисто відкрили меморіал військовослужбовцям цієї частини, які загинули під час військових дій на Сході України.[1]
- Його портрет розміщений на меморіалі «Стіна пам'яті полеглих за Україну» у Києві: секція 4, ряд 4, місце 31
- Рішенням Козятинської районної ради від 30 березня 2018 року посмертно нагороджений нагрудним знаком «За заслуги перед Козятинщиною»
- прізвище старшого лейтенанта Москалюка занесено до Книги пам'яті загиблих працівників органів внутрішніх справ України (наказ Міністра внутрішніх справ України № 444 від 16 квітня 2015 року)
- нагороджений відзнакою Козятинської міської ради «За героїзм та патріотизм» (посмертно; розпорядження голови Козятинської міської ради від 9 серпня 2016 року № 574-р)
- Почесний громадянин міста Козятин (посмертно; рішення 16 сесії 7 скликання Козятинської міської ради від 2 червня 2017 року № 665-VII)